# Yeray González
Yeray González Luis (Los Realejos, Tenerife, 3 de abril de 1988) es un futbolista canario. Se desempeña en posición de centrocampista y su equipo actual es el Club Deportivo Marino de la Tercera Federación.

## Trayectoria
Yeray se formó en la cantera del C. D. Tenerife, donde llegó a debutar con el primer equipo y ascender a Segunda División, también militó en el Real Irún y C. D. Guijuelo.
En la temporada 2015-16, juega en las filas del Hércules C. F. para jugar en Segunda División B.
En 2016 llegó a la Cultural Leonesa, equipo con el que logró el ascenso a Segunda y en el que disputó 101 partidos oficiales en las tres temporadas que jugó allí.
En julio de 2019, el mediocentro canario regresa al Hércules C. F. para jugar en Segunda División B.
En agosto de 2020, el jugador llega en calidad de cedido al Real Murcia Club de Fútbol de Segunda División B, en una operación de cesión por una temporada en un intercambio con Armando Ortiz.

## Clubes
| Club             | País   | Año       |
| ---------------- | ------ | --------- |
| C. D. Tenerife B | España | 2010-2011 |
| C. D. Tenerife B | España | 2011-2012 |
| C. D. Tenerife   | España | 2012-2013 |
| Real Unión Club  | España | 2013-2014 |
| C. D. Guijuelo   | España | 2014-2015 |
| Hércules C. F.   | España | 2015-2016 |
| Cultural Leonesa | España | 2016-2019 |
| Hércules C. F.   | España | 2019-2020 |
| Real Murcia      | España | 2020-2021 |
| C. D. Mensajero  | España | 2021-2022 |
| U. D. Montijo    | España | 2022-2023 |
| C. D. Marino     | España | 2023-act. |